# يوسف حنا
 يوسف حنا  (21 مارس 1941 - 1 ديسمبر 1993)، ممثل فلسطيني سوري، أحد أبرز مؤسسي المسرح الوطني الفلسطيني في دمشق منتصف القرن العشرين. ويُعَد من الوجوه التلفازية التي لا ينساها المشاهدون حتى اليوم، بالأدوار الكثيرة المتميزة التي أدَّاها في الأعمال الدرامية السورية منذ بداياتها، فقد واكب الإنتاج الدرامي السوري، وعاش مراحل تطوُّره، إلى مرحلة النضج الفني.

## سيرته
ولد يوسف حنا في مدينة عكا بفلسطين، بتاريخ 21 مارس 1941. 
عمل على خشبة المسرح، وشارك في عدد من الأفلام السينمائية السورية، وبعض الأفلام المشتركة المصرية السورية. ويتذكره المشاهد العربي في دوره اللافت مع دريد لحام في مسرحية شقائق النعمان، وفي دوره الجميل فـي مـسلسل هـيـثـم حقـي «الدغري»، الذي أطلق به طاقات تمثيلية جمعت الصدق في التعبير مع الأداء الدرامي.
يوسف حنا من جيل الفنانين الفلسطينيين والـسـوريين الذين بدؤوا التمثيل في زمن الهواية، فأخلصوا لفنهم، وعاشـوه باعتباره الوجه الأهـم والأجمل لوجودهم على قيد الحياة، وظل حتى اللحظة الأخيرة من عمره القصير مسكونًا بالفن، يحلم بأدوار جديدة في أعمال أهم وأجمل من تلك التي أنجزها.

## أسرته
هو ابن شقيق الشاعر نقولا حنا، وشقيق الكاتبة أمل حنا، وابن عم الممثل رامي حنا، والكاتبة ريم حنا.

## أعماله

### من الأفلام
- رجال تحت الشمس عام 1970
- المخدوعون عام 1972
- المطلوب رجل واحد عام 1973
- وجه آخر للحب عام 1973
- العار ثلاثية عام 1974
- راقصة على الجراح عام 1974
- حبيبتي يا حب التوت عام 1979
- القلعة الخامسة عام 1979
- قتل عن طريق التسلسل عام 1981
- الشمس في يوم غائم عام 1985
- شيء ما يحترق عام 1993

### من المسلسلات
- حارة القصر عام 1970
- أولاد بلدي عام 1971
- إنتقام الزباء عام 1974
- أسعد الوراق عام 1975
- أحلام منتصف الليل 1979
- بصمات على جدار الزمن عام 1980
- حرب السنوات الأربع عام 1980
- طبول الحرية عام 1981
- الهراس عام 1981
- عز الدين القسام عام 1981
- حصاد السنين عام 1985
- شجرة النارنج عام 1989
- هجرة القلوب إلى القلوب عام 1990
- أبو كامل عام 1990
- المليونير الصغير 1991
- الخشخاش 1991
- الشريد عام 1992
- البديل عام 1992
- اختفاء رجل عام 1992
- الدغري عام 1992
- العروس عام 1992

### الأعمال المسرحية
- 1966: «عرس الدم» إخراج أسعد فضة.
- 1969: «السيل» إخراج أسعد فضة.
- 1969: «الملك العاري» إخراج أسعد فضة.
- 1986: «توباز» إخراج يوسف حنا.[5]
- 1987:«شقائق النعمان» إخراج دريد لحام.[6]

## أعمال أخرى
- 1993: «شركاء بالإكراه» سهرة تلفازية.

## وفاته
توفي في دمشق، في الأول من ديسمبر (كانون الأول) 1993م، عن عمر يناهز 50 عامًا بسبب مرض عضال.

## روابط خارجية
- يوسف حنا على موقع IMDb (الإنجليزية)
- يوسف حنا على موقع قاعدة بيانات الأفلام العربية
- يوسف حنا على موقع كينوبويسك (الروسية)